# 微型發電

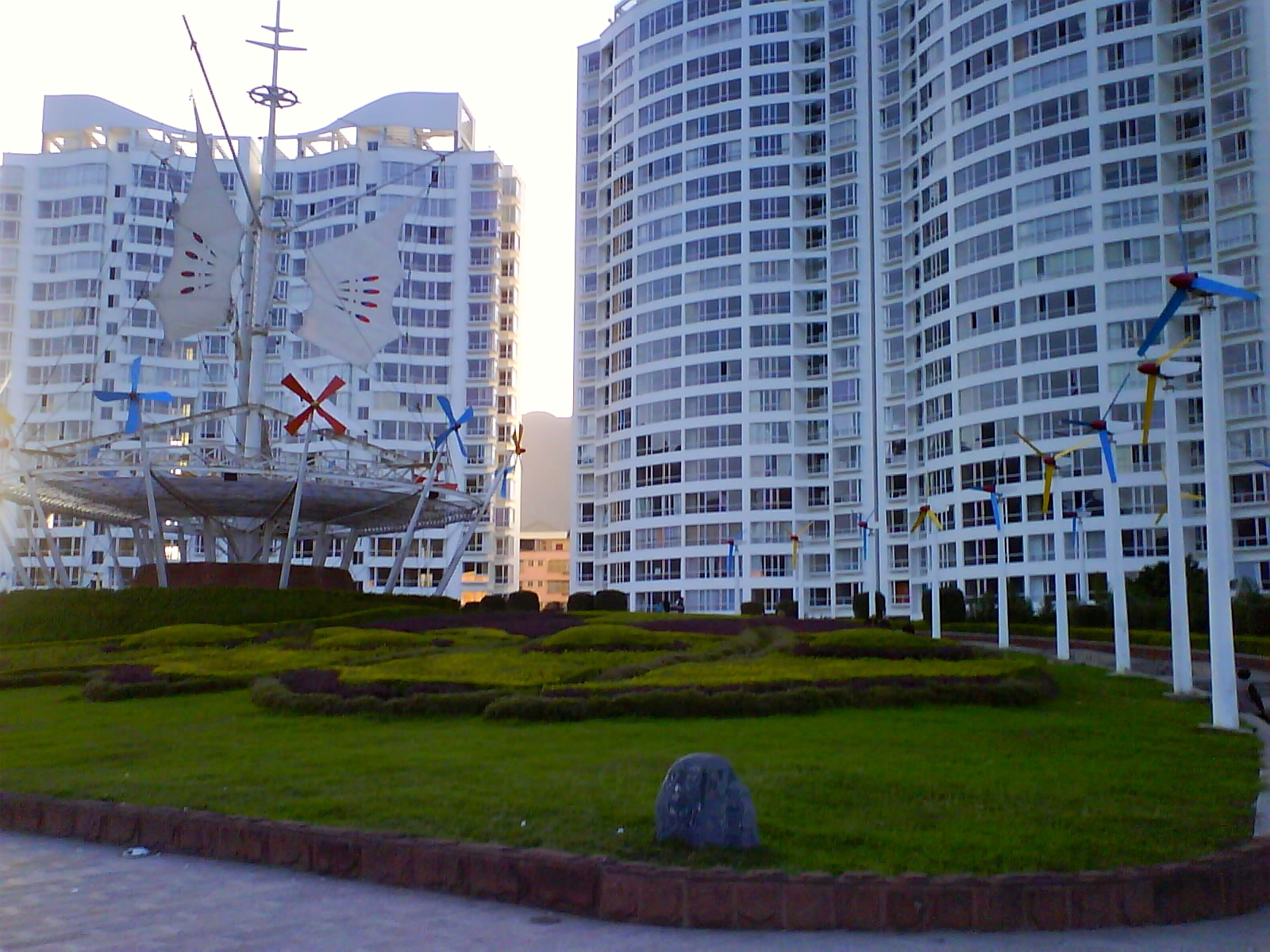
中国云南大理市 的一组小型风力发电机组

微型發電是一種小規模的發電模式，電能由個人、小企業或社區自行生產，以滿足自身需求，目的是輔助甚至取代集中式電網，減少電網穩定性問題，避免長途輸電，降低電力成本，減少碳排放，有助環保。

## 技術和設備

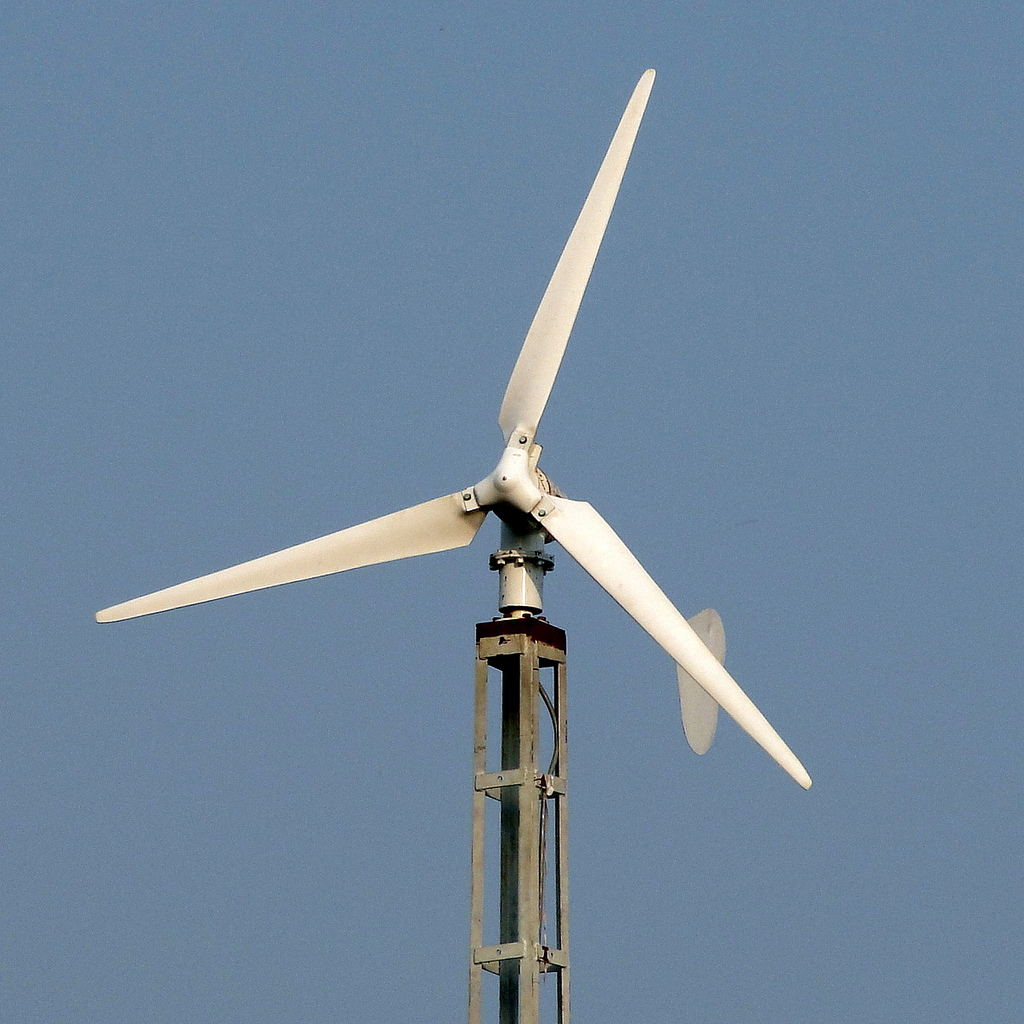
1000W水平軸微型風車

微型發電的技術包括小型風力發電機、微型水力發電、太阳能电池、微生物燃料電池、地源熱泵系統和微型熱電聯產等。